# Gil Moore
Gil Moore (Toronto, 4 ottobre 1953) è un batterista e cantante canadese.
È noto per essere stato il batterista e cantante del gruppo rock Triumph di cui è cofondatore insieme a Rik Emmett. Ha scritto e cantato buona parte dei pezzi del gruppo.